# Багаторічна мерзлота

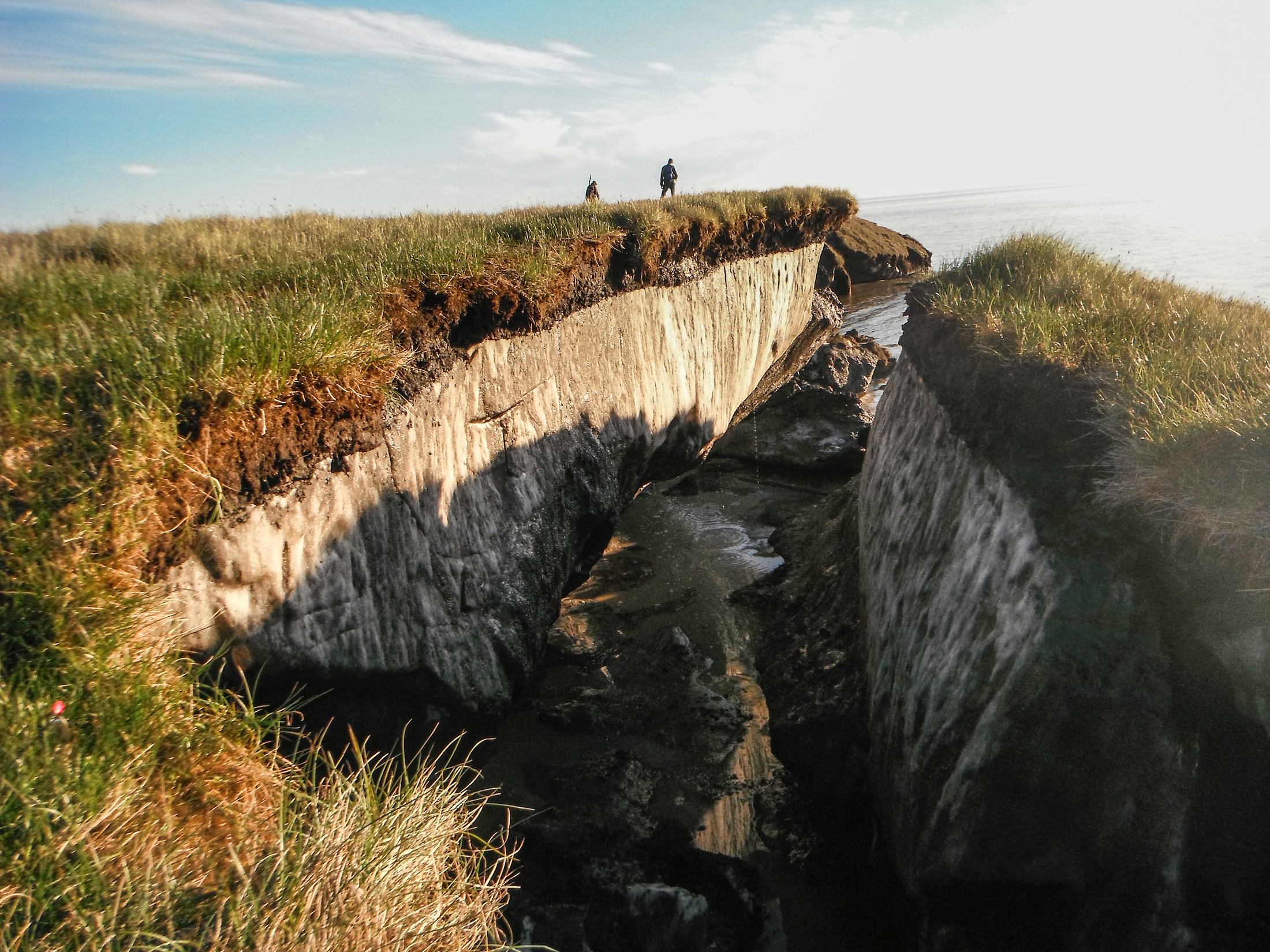
Багаторічна мерзлота на узбережжі Аляски

Багаторі́чна мерзлота́ або ві́чна мерзлота — частина кріолітозони, де породи мають температуру, нижчу за 0 °C і містять підземний лід. Час існування — від декількох років до сотень тисяч років. Поширення — від острівного до суцільного. Потужність від декількох метрів до 1500 м і більше (в горах). Явище багаторічної мерзлоти змінюється разом зі зміною фізико-географічного середовища.

## Загальний опис

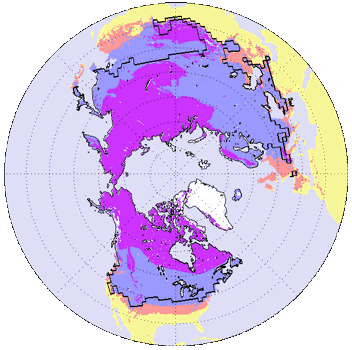
Райони багаторічної мерзлоти в Північній півкулі позначено фіолетовим

Багаторічна мерзлота — це підземна зона поблизу земної поверхні з довгостроково збереженими (століття або навіть тисячоліття) від'ємними температурами, а також відповідне природне явище. Необхідною умовою для формування вічної мерзлоти є тривала середньорічна від'ємна температура в районах її поширення, при якій потужність мерзлих порід може досягати багатьох сотень метрів; останні мають суцільне або переривчасте поширення і залягають зазвичай під шаром проталих порід. Підземні води в зоні вічної мерзлоти знаходяться в стані льоду, тому інженерно-геологічні властивості таких ґрунтів різко відрізняються від звичайних. Вивчення вічної мерзлоти оформилося в самостійну науку — мерзлотознавство або геокріологію. Мерзлота може приносити й користь. Наприклад, її використовують під час спорудження підземних складів-холодильників.
Багаторічна мерзлота може існувати у поверхневому шарі земної кори від кількох років до тисячоліть за температури, нижчої 0°, що призводить до замерзання води в ґрунті і нижчих шарах на глибині до 400 м.
Багаторічна мерзлота охоплює близько 25 % площі суші — всю Антарктиду і полярну область Північної півкулі та райони на південь від Полярного кола — на сході азійської частини Російської Федерації до 50° пн. ш., в Канаді — до 48° пн. ш. Поверхневий шар багаторічної мерзлоти на значній площі влітку відтає, що зумовлює існування рослинності, зокрема лісів і культурних рослин, у певних частинах зони багаторічної мерзлоти (наприклад, у Якутії). Цей шар зветься діяльним шаром багаторічної мерзлоти. Мерзлота, яка розташована поза межами зони багаторічної мерзлоти і щоліта зникає, називається сезонною мерзлотою.
В шарі багаторічної мерзлоти добре зберігаються рештки рослин і тварин. У мерзлих ґрунтах Сибіру неодноразово знаходили цілі трупи мамутів, носорогів, зубрів, північних оленів, коней, ховрахів, і це довгий час викликало думку про те, багаторічна мерзлота є наслідком особливої холодної епохи минулого. Археологічними розкопками на Алтаї встановлено, що близько 2400 років тому багаторічна мерзлота утворилась у скіфських курганах вже після поховання в них людей і коней, що добре збереглися у вигляді замерзлих трупів.
| Глибина промерзання при середніх від'ємних температурах залежно від тривалості | Глибина промерзання при середніх від'ємних температурах залежно від тривалості |
| Час (кількість років)                                                          | Глибина мерзлоти (м)                                                           |
| ------------------------------------------------------------------------------ | ------------------------------------------------------------------------------ |
| 1                                                                              | 4,44                                                                           |
| 350                                                                            | 79,9                                                                           |
| 3500                                                                           | 219,3                                                                          |
| 35000                                                                          | 461,4                                                                          |
| 100000                                                                         | 567,8                                                                          |
| 225000                                                                         | 626,5                                                                          |
| 775000                                                                         | 687,7                                                                          |

Явище недавнього утворення і зникнення багаторічної мерзлоти (наприклад, у районі Мезені) багато разів констатоване за останнє століття. Це дозволило дійти висновку, що збереження давньої і утворення недавньої багаторічної мерзлоти залежать від особливостей сучасного клімату. Там, де протягом літа утворений взимку лід у ґрунті і в водних басейнах не встигає розтанути, утворювалася і утворюється багаторічна мерзлота. Термічний режим ґрунту в зоні багаторічної мерзлоти залежить не тільки від промерзання. Різні джерела тепла, що є в земній корі, зумовлюють в окремих місцях зони багаторічної мерзлоти наявність плинної води в ґрунті, теплих джерел і явищ так званого термокарсту. В процесі танення утворюються надмерзлотні води і талики — ділянки ґрунту чи гірської породи, що відтали в області багаторічної мерзлоти.
На режим ґрунтів, охоплених багаторічною мерзлотою, великий вплив має діяльність людини. Там, де зникає ліс внаслідок вирубування або випалів, посилюються явища соліфлюкції, а місцями багаторічна мерзлота зовсім зникає. Забудова площ багаторічної мерзлоти, зміна режиму снігового укриття та інші фактори значно впливають на стан багаторічної мерзлоти. Це ускладнює будівництво житлових будинків, промислових споруд, залізничних шляхів і т. ін. в зоні багаторічної мерзлоти.
Науковці та інженери працюють над розробкою заходів, спрямованих на збереження або усунення багаторічної мерзлоти в ґрунті, для захисту від руйнування і деформації житлових і промислових споруд тощо.
Вивченню багаторічної мерзлоти присвячена спеціальна галузь геології — мерзлотознавство.
Багаторічна мерзлота вносить досить великі складнощі в проживання і діяльність людини. Майже 50 % площі Росії зайняті багаторічномерзлими породами — саме в таких умовах добувається нафта і газ в Західному Сибіру та планується подальше освоєння нафтогазових скупчень. Дане твердження стосується і до території Канади та островів Північного Льодовитого океану.

## Вивчення вічної мерзлоти
Вивчають вічну мерзлоту геологічними і геотермічними методами, що дозволяють вирішити дві групи задач:
1) загальні — для будь-яких районів проведення пошуків, незалежно від їх температурного режиму;
2) конкретні — пов'язані безпосередньо з вивченням багаторічної мерзлоти як фізико-геологічного та інженерно-геологічного явища.
У задачах першої групи необхідно виділити визначення товщини і складу четвертинних відкладів, що під час проведення інженерно-геологічних та гідрогеологічних вишукувань в умовах як талих, так і мерзлих порід має вирішальне значення.
Для визначення нижньої і верхньої границь розповсюдження мерзлоти використовують метод електричного зондування. Верхню поверхню мерзлоти фіксують за крутим підйомом кривих зондування, а нижню — простежують за правою круто падаючою гілкою кривої. У свердловинах ці границі визначаються методами електричного та термічного каротажу. У сталих термічних умовах вони відповідають переходу термограм через лінію нуля, змінам їх нахилу, різкому стрибку опорів та аномаліям у природному електричному полі.
У гірських районах інженерно-геологічні дослідження тісно пов'язані з вирішенням питань гляціології. Серед геофізичних методів під час вивчення гірських льодовиків невеликої потужності найчастіше використовують електророзвідку на постійному струмі. Породи, що складають ложе льодовика, відбиваються на кривих електричних зондувань зниженими електричними опорами, незалежно від їх літологічного складу. Досвід канадських геофізиків вказує, що для визначення потужностей льодовиків досить перспективним є застосування частотних електромагнітних зондувань, а також радіохвильових методів. Під час вивчення льодовиків з успіхом застосовується також сейсморозвідка.

## Небезпека вічної мерзлоти
Виявлено, що в процесі танення вічної мерзлоти в атмосферу викидається велика кількість вуглецю. Це може негативно вплинути на зміну клімату на планеті.
15 серпня 2024 року група вчених з Університету Південної Каліфорнії (США) на сторінках наукового видання Environmental Research Letters опублікувала результати дослідження згідно якого розроблено новий метод вимірювання обсягу ртуті, що вивільняється з вічної мерзлоти, і оцінили її загальний запас. Результати вражають: Арктика містить стільки ртуті, що її кількість може перевищувати запаси в океанах, ґрунтах, атмосфері та біосфері Землі разом узятих. Більш того, танення вічної мерзлоти в Арктиці вивільняє величезну кількість ртуті, що накопичувалася там тисячоліттями, створюючи серйозну небезпеку для екосистеми та здоров’я мільйонів людей. Дослідження, проведене в двох північних селах на Алясці, підтвердило високі рівні ртуті у відкладеннях на берегах річок та піщаних мілинах. Таким чином, Арктика, яка нагрівається вчетверо швидше за решту планети, стає епіцентром цієї екологічної катастрофи для людства.